# Aston Martin
Aston Martin Lagonda Limited je britanski proizvođač luksuznih športskih automobila i grand tourera. Aston Martin su 1913. godine osnovali Lionel Martin i Robert Bamford u Londonu, Ujedinjenom Kraljevstvu. Poduzetnik David Brown je marku 1947. godine usmjerio na pravi put, a 1950-ih i 1960-ih postala je poznata po skupim grand tourerima, te također postala povezana s likom Jamesa Bonda nakon pojavljivanja modela DB5 u filmu Goldfinger 1964. godine. Danas se Aston Martin smatra kulturnom ikonom Ujedinjenog Kraljevstva. Aston Martin od 1982. godine ima sklopljen Kraljevski nalog po kojemu je dobavljač motornih vozila princu od Walesa. Aston Martin ima preko 150 prodajnih salona u preko 50 država na šest kontinenata, što ga čini globalnom automobilskom markom.
Sjedište Aston Martina i glavno mjesto proizvodnje nalazi se u Gaydonu, Warwickshireu, Engleskoj, zajedno s centrom Jaguara i Land Rovera na mjestu bivše zračne baze V bombardera Kraljevskih zračnih snaga. Jedan od modela Aston Martina nosi naziv po zrakoplovu Avro Vulcan. Aston Martin se također specijalizirao u proizvodnji brzih motornih čamaca, podmornica, bicikala i odjeće, te je ušao u posao razvoja nekretnina.

## Povijest
Aston Martin je imao problematično razdoblje u svojoj povijesti nakon treće polovice 20. stoljeća, ali je isto tako imao i duga razdoblja uspjeha te stabilnosti. Izvršni direktor Andy Palmer je izjavio za Automotive News Europe da je Aston Martin u 20. stoljeću bankrotirao sedam puta, dok za 21. stoljeće to nije slučaj. Nakon snažne potražnje za modelom DB11, svojim prvim novim modelom u ovom desetljeću, tvrtka se vratila na dobit u prvom tromjesečju 2017. godine.

### Osnivanje
Aston Martin su 1913. godine osnovali Lionel Martin i Robert Bamford. Robert Bamford i Lionel Martin su zajedno godinu ranije prodavali automobile koje je proizvodio Singer Motors u poslovnim prostorima u ulici Callow u Londonu, gdje su također servisirali vozila GWK i Calthorpe. Lionel Martin se utrkivao na Aston Hillu pokraj sela Aston Clinton gdje je na ideju o proizvodnji vlastitih automobila došao zajedno s Robertom Bamfordom. Prvi Aston Martinov automobil je stvorio Lionel tako što je četverocilindarski motor Coventry Climax spojio sa šasijom Isotte Fraschini.
Lionel i Robert su svoje prve poslovne prostore dobili u ulici Henniker Mews u Kensingtonu te proizveli prvi automobil u ožujku 1915. godine. Proizvodnja nije mogla započeti zbog izbijanja Prvog svjetskog rata, kada se Lionel pridružio Admiralitetu, a Robert službi Kraljevske vojske. Tada su svi njihovi strojevi prodani tvrtki Sopwith Aviation Company.

### Razdoblje između dva svjetska rata
1920. Martin i Bamford su uz pomoć zajmova odlučili ponovno kupiti strojeve i nastavaiti proizvodnju. 1922. su proizveli automobile za natjecanje, a ti su automobili postigli i svjetske rekorde u pogledu brzine i izdržljivosti na stazi Brooklands. Napravljeno je 55 automobila s dvije dužine karoserije. No tvrtka je bankrotirala 1924. te ju otkupljuje Lady Charnwod, no ista sudbina ju je zadesila samo godinu poslije. 1926. tvrtku napušta osnivač Lionel Martin. 
Iste godine tvrtku su otkupili bogati engleski investitori i nazvali je Aston Martin Motors, a tvornicu preselili u bivšu tvornicu zrakoplova u Felthamu. Do 1937. su manje-više uspješno proizvodili, uglavnom sportske automobile, a i natjecali se u Le Mansu. 1932. tvrtku su ponovno zadesili financijski problemi, ali i ovaj put je pronađena financijska pomoć. Do početka Drugog svjetskog rata proizvedeno je ukupno oko 700 automobila, ali tada je ona prestala zbog proizvodnje avionskih dijelova.

### Godine nakon Drugog svjetskog rata
Dvije godine nakon završetka rata Aston Martin je kupio David Brown, koji je zvan poslijeratni spasitelj. Sljedeće godine je kupio i tvtku Lagonda te je pripojio Aston Martinu. 1950. je proiveden prvi poslijeratni Aston Martin, model DB2. Slijedili su trkaći DB3 u 1957. i DB4 godinu poslije. DB4 je do danas ostao jedan od najprepoznatljivijih Aston Martina i prvi uspješniji model. Tada su počeli i bolji dani za Aston Martin, što je 1963. potvrdio i DB5. Automobili iz te zlatne faze su i DB6 iz 1965. i DBS predstavljen dvije godine poslije.

### 1970.-e godine
Bez obzira na stečenu reputaciju i veću prodaju, tvtka je neprestano bila u financijskim problemima. Zbog toga je 1972. prodana konzorciju iz Birminghama, da bi tri godine poslije bila preprodana tvrtki sa sjedištem u SAD-u. Ona je odmah krenula u obnovu ponude, a prvi modeli su bili V8 Vantage i Volante. Treći model je bila ekstravagantna limuzina Lagonda 1980. godine, poznata kao jedan od najosebujnijih i najnaprednijih automobila onog vremena te tada najbrža limuzina na svijetu. 
Tadašnja prodaja Aston Martina bila je svega prosječno tri primjerka tjedno u cijelom svijetu, pa su američki vlasnici gotovo zaustavili cjelokupnu proizvodnju i zatvorili tvornicu.

### 1980.-e godine
Prve godine novog desetljeća trojica engleskih investitora su kupili 30% dionica Aston Martina, a sljedeće godine još 20%. No bez obzira proizvodnja je spala na svega 30 primjeraka 1982., a opet su se pojavili financijski problemi. Zato je tvtka 1983. prodana investitorima iz Kuvajta, ali 1984. su prijašnji engleski vlasnici otkupili 25% dionica. Te godine je Aston Martin proizveo svoj 10.000-iti automobil. 
1986. je dogovoreno da se Aston Martinovi automobili ponovno nakon 18 godina pojave u filmskom serijalu James Bond, u filmu Dah smrti, u zamjenu za Lotus. Tvrtka je ponovno počela poslovati bez gubitaka, no znalo se da takvo stanje neće potrajati dugo. Tada se pojavio Ford i kupio određeni dio dionica u Aston Martinu. 
1988. je nakon 5.000 prodanih primjeraka i 20 godina proizvodnje umirovljen model Vantage, a počela je proizvodnja modela Virage, prvi novi model u 20 godina. Počela je i konstrukcija manjeg modela, koji je trebao nositi većinu prodaju. No, to je zahtijevalo velika financijska sredstva pa je Ford preuzeo 100% vlasništva nad Aston Martinom.

### Fordova era
1991. Ford je u potpunosti preuzeo Aston Martin. Predstavljen je i novi model, DB7, a sljedeće godine i njegova izvedba bez krova, Volante. 1994. je otvorena nova tvornica u gradu Bloxhamu s puno većim kapacitetom proizvodnje, što se pokazalo već sljedeće godine kada je proizvedno rekordnih 700 automobila. 1998. je proizveden 2.000-iti DB7, a 2002. 6.000-iti, što je najmasovniji Astonov proizvod zasada. Godinu prije završetka proizvodnje modela DB7, predstavljen je veći model, Vanquish s V12 motorom. 
2003. je ponovno otvorena nova tvornica u Gaydonu, gdje se nalazi i danas. Iste godine je predstavljen i DB9 kao zamjena za DB7, a godinu kasnije i njegova kabrioletska izvedba Volante. 2006. na tržište je izbačen još manji i pristupačniji model, V8 Vantage.
2005. Aston Martin se vratio utrkama te je razvijen model DBR9, namijenjen utrkama na Le Mansu.

### 2007. - početak nove ere
2006. Ford je upao u financijske probleme te je godinu kasnije bio primoran prodati Aston Martin, koji je poslovao sve bolje i donosio sve veći profit. U ožujku te godine konzorcij predvođen Prodriveom i kuvajtskim investitorima je za 475 milijuna funti kupio većinu Aston Martina, dok je Ford zadržao dionice u vrijednosti 40 milijuna funti. 19. srpnja te godine posljednji automobil, Vanquish S, je proizveden u staroj tvornici u Newport Pagnellu, u kojoj je od 1955. proizvedeno 13.000 automobila. Sva proizvodnja je preseljena u Gaydon.
Aston Martin u posljednje vrijeme intenzivno otvara nova zastupništva po cijelom svijetu, te trenutačno ima 120 salona u 28 država. Najavljeno je da će 2009. godine Aston Martin prvi puta u povijesti otvoriti zastupništvo u Hrvatskoj.
U rujnu 2008. godine su najavili da će se sljedeće godine, nakon 60 godina djelovanja pod Aston Martinom, Lagonda pojaviti na tržištu kao zasebna marka s konceptnim automobilom da bi se obilježilo 100 godina od osnutka te marke. Proizvodnja bi trebala krenuti 2012. godine.

## Modeli

### Trenutačni modeli
- Aston Martin V8 Vantage
- Aston Martin DB9
- Aston Martin DBS
- Aston Martin V12 Vantage
- Aston Martin Rapide – prva limuzina u povijesti Aston Martina

### Planirani modeli
- Aston Martin Cygnet - prvi gradski auto Aston Martina, temeljen na Toyoti iQ

## Sponzorstva
Aston Martin sponzorira nogometni klub TSV 1860 München koji igra u drugoj njemačkoj nogometnoj Bundesligi. Godine 2017. Aston Martin je postao glavni sponzor Red Bull Racingu za sezonu 2018., te je ugovorom dogovorena i inovacijska suradnja.

## Vanjske poveznice
- Službena stranica  Arhivirana inačica izvorne stranice od 8. veljače 2018. (Wayback Machine)
- Aston Martin Racing
- Klub vlasnika Aston Martina